# Chen Yan (escriptor)
Chen Yan (en xinès simplificat: 陈彦; en xinès tradicional: 陳彥; en pinyin: Chén Yàn; 1963 Zhen´an -), llibretista, guionista i escriptor xinès. Premi Mao Dun de Literatura de l'any 2019 per la seva novel·la 主角 (zu ju), traduïda a l'anglès com "The Protagonist".

## Biografia
Chen Yan va néixer el 1963 i va créixer al districte muntanyós de Zhen´an (镇 安县), al sud de la província de Shaanxi. El seu pare era executiu i la seva mare una professora,
Va començar a escriure el 1980 als 17 anys; Va ser l'any següent que es va publicar un primer relat breu, titulat "Explosion" (《爆破》) a la revista Letters and Arts of Shaanxi Workers. Però no era l'únic; en una entrevista va dir que hi havia molts joves com ell que escrivien: la literatura era com una moda. Van ser animats per executius locals que sovint convidaven escriptors i poetes de la capital.
El 1988, als 25 anys, Chen Yan es va traslladar a Xi’an. Es va convertir en un llibretista de l'Institut de l' Opera de Shaanxi. Va escriure àmpliament i va rebre tres vegades el Premi Cao Yu de literatura teatral.
El 2004 va ser nomenat director del Shaanxi Opera Research Institute (陕西 省 戏曲 研究院 院长) i va escriure un llibre sobre Qinqiang Opera, publicat el 2017 .
El 2017 va formar part d'una delegació d'escriptors xineos a l'Argentina; a Buenos Aires va participar en un trobades amb els seus homòlegs argentins sobre la importància de conservar la identitat cultural i promoure l'aprenentatge mutu en una era de globalització.
El 2019, va abandonar Xi’an després de viure 30 anys per instal·lar-se a Pequín, on va ser elegit vicepresident de l'Associació de dramaturgs xinesos. En sortir de Xi'an, va escriure en honor de la ciutat, juntament amb la seva filla Chen Mengfan, un drama "parlat" - en el gènere huaju 话剧 - titulat originalment "Chang" any amb els colors de la tardor”(秋色 满 满 长安).
Com a referents literàris, el mateix Chen ha citat a autors com Liu Qing (柳青), Lu Yao (路遥), Chen Zhongshi (陈忠实), i Jia Pingwa (贾平凹).
Autors com Wang Meng han valorat de forma molt positiva la seva obra, especialment "主角 (zu ju)" com a exponent de la cultura xinesa i en particular del món de l'opera.

## Obres destacades
- La loge《装台》
- Story of the West Capital (西京故事 - xi jing gùshi)
- The Protagonist (主角 - zhu ju)
- Roses tardives (迟开的玫瑰)
- Big Tree Moves Westward (大树西迁)
- Late-blooming Roses (迟开的玫瑰)
- Talking about Qinqiang Opera (说秦腔)
- Le deuxième bol de Chang’an (长安第二碗)